# Kodama
Kodama (japanski: "Duh stabla" ili "Jeka") peti je studijski album francuskog shoegaze sastava Alcest. Album je 30. rujna 2016. godine objavila diskografska kuća Prophecy Productions. Konceptualni je album o "suočenju svijeta prirode i svijeta čovjeka", a koncept je nadahnuo film Princeza Mononoke Hayaoa Mijazakija. Budući da je Neige smatrao da "je trebao posegnuti za nečim snažnim, mračnijim, pa k tome i intimnijim", s glazbenog gledišta album označava povratak blackgazeu kojim se grupa bavila na početku karijere. Kodama je prvi Alcestov album na kojem je Indria Saray svirao bas-gitaru, iako je već nekoliko godina bio koncertni član skupine.

## Produkcija i snimanje
Prema Neigeovim riječima sastav je proveo "mnogo mjeseci" u studiju snimajući album, od siječnja do travnja 2016. Prvo su bili snimljeni bubnjevi u vlastitom prostoru za probe i to na staru kazetu, a "koristili smo se samo prirodnim odjekom tamošnje velike sobe u potkrovlju kako bi se stvorio dojam stvarnog, širokog prostora". Nakon toga Alcest je otišao u studio Drudenhaus Studio kako bi snimio ostatak albuma. Neige se koristio samo gitarom marke Fender Jazzmaster i širokom lepezom pedala za efekte kako bi pokušao stvoriti prirodniji koncertni zvuk sastava u studiju.
Dana 15. siječnja 2016. Neige je na službenoj Facebook stranici sastava kao status napisao "New album. Recording started." ("Novi album. Snimanje je započelo."), komentirajući da će album biti "definitivno mračniji." Dana 3. ožujka gitare su snimljene. Dana 16. svibnja Neige je izjavio da se album masterira. Dana 26. srpnja grupa je službeno objavila naziv i naslovnicu albuma, ali i popis pjesama i datum objave.

## Glazbeni stil i skladanje
Prema Winterhalterovim riječima "sve se na kraju svelo na trogodišnji proces skladanja, uz tri mjeseca snimanja i miksanja", a Neige je počeo skladati pjesme gotovo odmah nakon snimanja albuma Shelter na Islandu. "Untouched" je prva pjesma skladana za album, nakon koje je nastala naslovna pjesma "Kodama". Neige je komentirao da su "te dvije pjesme (pogotovo "Kodama") na neki način oblikovale zvuk cijelog albuma. Preko njih sam mogao predvidjeti oblik i identitet albuma i daljnji smjer kojim sam želio nastaviti za ostatak albuma".
Neige je izjavio da je na album u velikoj mjeri utjecala japanska kultura i film Hajaoa Mijazakija pod imenom Princeza Mononoke; pogotovo ga je nadahnula San, protagonistica filma, u kojoj je prepoznao dio sebe. Kodama se u velikoj mjeri temelji na borbi između 'ljudskog' i 'prirodnog' svijeta. Raspravljajući o japanskom utjecaju na albumu Neige je izjavio da je do njega došlo zbog njegove oduševljenosti japanskom kulturom, uglavnom zato što "Japan čini vrlo tehnološki napredno društvo koje je uvijek ispred svojeg vremena, ima brdo ludih stvari, naprava i tako dalje, ali su ljudi tamo ipak i dalje privrženi tradiciji, prirodi i duhovnosti". Kao velik utjecaj na glazbeni stil na albumu također je naveo i dvije turneje po Japanu, tijekom kojih je grupa nastupala u budističkim hramovima.
Album također prikazuje povratak Alcestovom ranijem blackgaze stilu. Neige je izjavio da su "se željeli vratiti nečemu malo snažnijem, osjećajući prirodnu potrebu za takvim postupkom jer se nakon tako blagog albuma poželiš vratiti nečemu jačem". "U pogledu gitare, želio sam ponovno uvesti kolaž rifova i kontraste u naš zvuk te sam istraživao mogućnosti gitare koliko sam god to bio u stanju. U pogledu vokala, smatrao sam da bi nekim pjesmama mogli koristiti suprotstavljeni načini izražavanja. Odlučio sam da se neću ograničavati te sam išao od grubih vriskova do vrlo prozračnih i eteričnih vokalnih dionica". Kao dodatne utjecaje za smjer ovog albuma naveo je i Grimesov album Visions, Toolova posljednja dva albuma, Dinosaur Jr., The Smashing Pumpkins, Coctaeau Twins, Explosions in the Sky, The Cure i Sonic Youth.
Album je namjerno bio strukturiran na sličan način kao i prethodni albumi Écailles de lune i Souvenirs d'un autre monde. Svi navedeni albumi traju tek nešto više od četrdeset minuta te se sastoje od pet dugačkih pjesama i jedne "istaknute pjesme na kraju koja je puno eksperimentalnija u usporedbi s ostatkom glazbe"; Neige je također komentirao: "Sviđa mi se ova formula i smatram kako je bila veliki dio našeg identiteta na [...] prvim albumima. Željeli smo tome odati počast, pogotovo kad je u pitanju struktura koju smatram idealnom kada je u pitanju moje skladanje glazbe. Dosta je mojih najdražih albuma također kratkog trajanja pa je to tako bio prirodni odabir za Kodamu." Winterhalter je izjavio da, u usporedbi s prethodnim albumima, sastav je želio "učiniti više s manjim. [...] Ovog smo se puta više usredotočili na udaraljke i energijsko svojstvo Alcestove glazbe koje ponegdje odiše zemljanim, plemenskim osjećajem". Također je objasnio da se struktura pjesama često mijenjala tijekom procesa skladanja sve dok sastav nije u potpunosti bio zadovoljan njima. "Ako određene stvari vezane uz pjesme nisu odgovarale našim izvornim konceptima/uputama, mijenjali smo ih dok nisu odgovarale ili smo ih čak u potpunosti izostavljali, kao što je bio slučaj s nekim cjelokupnim pjesmama (čak i nakon snimanja nekih od njih)".

## Promocija i turneje
Alcest je krajem 2016. godine, kako bi podržao Kodamu, otišao na europsku turneju s post-rock sastavom Mono. Prvi singl s albuma, "Oiseaux de proie", bio je objavljen 4. kolovoza 2016. uz intervju s Neigeom. Sastav je 30. kolovoza 2016. objavio drugu pjesmu s albuma, "Je suis d'ailleurs".

## Popis pjesama
Tekstovi i glazba: Neige. 
| 1.    | »Kodama« (Duh stabla ili Jeka)                       | 9:07 |
| 2.    | »Eclosion« (Izlijeganje)                             | 8:55 |
| 3.    | »Je suis d'ailleurs« (Ja sam iz nekog drugog mjesta) | 7:20 |
| 4.    | »Untouched«                                          | 5:12 |
| 5.    | »Oiseaux de proie« (Ptice grabljivice)               | 7:50 |
| 6.    | »Onyx« (instrumental)                                | 3:50 |
| 42:14 |                                                      |      |

| Bonus pjesma s Bandcampove digitalne inačice | Bonus pjesma s Bandcampove digitalne inačice        | Bonus pjesma s Bandcampove digitalne inačice | Bonus pjesma s Bandcampove digitalne inačice | Bonus pjesma s Bandcampove digitalne inačice | Bonus pjesma s Bandcampove digitalne inačice | Bonus pjesma s Bandcampove digitalne inačice | Bonus pjesma s Bandcampove digitalne inačice | Bonus pjesma s Bandcampove digitalne inačice | Bonus pjesma s Bandcampove digitalne inačice |
| Br.                                          | Skladba                                             | Trajanje                                     |                                              |                                              |                                              |                                              |                                              |                                              |                                              |
| -------------------------------------------- | --------------------------------------------------- | -------------------------------------------- | -------------------------------------------- | -------------------------------------------- | -------------------------------------------- | -------------------------------------------- | -------------------------------------------- | -------------------------------------------- | -------------------------------------------- |
| 7.                                           | »Notre sang et nos pensées« (Naša krv i naše misli) | 6:06                                         |                                              |                                              |                                              |                                              |                                              |                                              |                                              |
| 48:20                                        |                                                     |                                              |                                              |                                              |                                              |                                              |                                              |                                              |                                              |

## Recenzije
Kodama je dobila uglavnom pozitivne kritike. Metal Hammer opisao je album "veličanstvenim", izjavljujući da "sve radi savršeno kako bi stvorilo široki kolaž blaženstva i očaja – od eterične, gotovo radosne aure [pjesme] "Eclosion" do sumornosti [pjesme] "Je Suis D’Ailleurs". Nikad brzajući, ali uvijek rastući, Kodama je složena tapiserija". Album je bio objavljen i na Bandcampu koji ga je opisao kao "najviše zadovoljavajućim Alcestovim albumom u gotovo jednom desetljeću". Michael Nelson iz Stereoguma je opisao album "vrlo blizu besprijekornog, možda bi čak mogao biti i neka vrsta platonskog ideala. [...] Sadrži bujne, klimaktične kvalitete Sheltera, ali i zemljotresnu hitnost i uznemirujuće sjene Souvenirsa i Le Secreta. Taj je album putovanje, ali ni u kojem trenutku se put ne čini izmarajućim: Pejzaž se konstantno mijenja te je sasvim privlačan i beskrajno čudesan. Sadrži “kontraste i dinamiku” koje je Neige obećao te je istovremeno uistinu “izvanzemaljsko”. Definitivno je jedan od mojih omiljenih albuma iz 2016. te bi mogao biti i moj omiljeni, točka."

## Zasluge
| Alcest - Neige – vokali, gitara, klavijature - Winterhalter – bubnjevi, perkusija Dodatni glazbenici - Indria – bas-gitara - Sylvaine – vokali (na pjesmi 1) | Ostalo osoblje - Førtifem – naslovnica, ilustracije - Benoit Roux – snimanje, miksanje - Mika Jussila – mastering |